# 별방중학교
별방중학교는 충청북도 단양군에 있었던 공립 중학교이다.

## 학교 연혁
- 1983년 10월 28일: 영춘중학교 별방분교로 개교[1]
- 1998년 3월 1일: 별방초등학교와 통합 운영 및 별방중학교로 변경
- 1998.03.01. 별방초등학교·별방중학교 통합 운영
- 2015.02.12. 중등 17회 4명 졸업(총 157명)
- 2016.02.18. 중등 18회 5명 졸업(총 162명)
- 2017년 2월 28일: 폐교 및 인근 학교와 기숙형 중학교 단양소백산중학교로 통합[2], 34년만에 폐업

## 참고 자료
- 별방중학교 - 한국교육학술정보원 학교알리미